# Funzione W di Lambert

Il grafico di W(x) con W > −4 e x < 6. Il ramo superiore con W ≥ −1 è la funzione W_{0} (il ramo principale), il ramo inferiore con W ≤ −1 è la funzione W_{−1}.

In matematica, la funzione W di Lambert, detta anche funzione Omega, è una funzione polidroma, costituita dai rami della funzione inversa della funzione definita dall'espressione f(w) = wew, dove ew è la funzione esponenziale nel campo complesso, mentre w è un qualsiasi numero complesso. In altre parole, l'equazione che definisce W(z) è
{\displaystyle z=W(z)e^{W(z)}}
per qualsiasi numero complesso z.
Poiché la funzione ƒ non è iniettiva, la funzione W, sua inversa, è una funzione polidroma (tranne che in 0). Restringendo l'attenzione al caso in cui W assuma solo valori reali, allora la relazione è definita solo per x ≥ −1/e, e vengono assunti due valori distinti nell'intervallo (−1/e, 0); la condizione aggiuntiva W ≥ −1 definisce una funzione univoca W0(x). Si ha W0(0) = 0 e W0(−1/e) = −1. Allo stesso tempo, il ramo inferiore ha W ≤ −1 e viene indicato con la notazione W−1(x). Esso decresce da W−1(−1/e) = −1 a W−1(0−) = −∞.
La funzione W non può essere espressa in termini di funzioni elementari. Essa trova applicazioni in combinatoria, ad esempio nell'enumerazione degli alberi. Può essere utilizzata nella risoluzione di equazioni che comprendono funzioni esponenziali (ad esempio i massimi delle distribuzioni di Planck, Bose-Einstein, e Fermi-Dirac) ed è inoltre necessaria nella risoluzione di equazioni differenziali del tipo y'(t) = a y(t − 1).

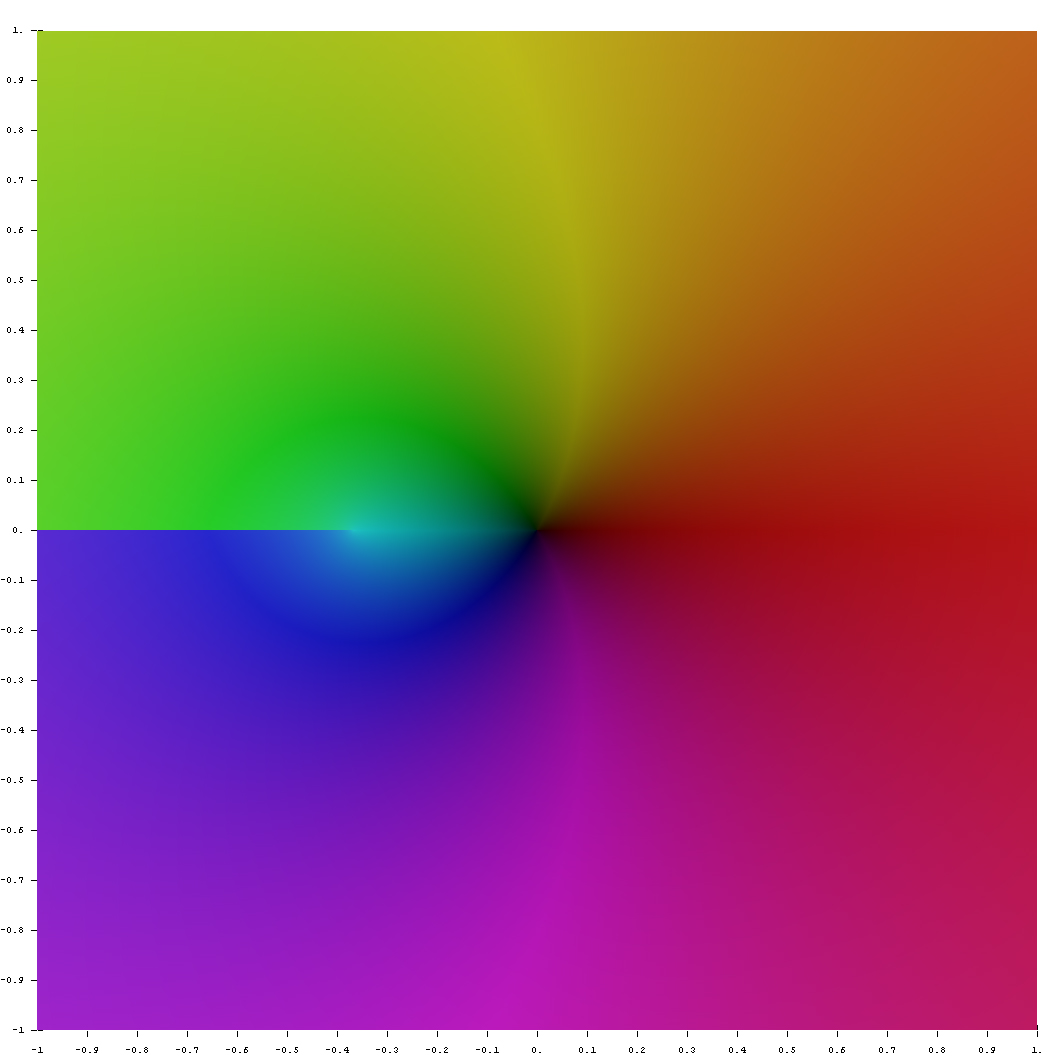
Ramo principale della funzione W nel piano complesso. La tonalità rappresenta l'argomento della funzione, mentre l'intensità rappresenta il modulo.

## Storia e terminologia
La funzione W prende il nome dal matematico Johann Heinrich Lambert. Lambert studiò l'eponima Equazione trascendente di Lambert nel 1758, a cui seguì uno studio da parte di Eulero nel 1783, che considerò il caso speciale wew. Ad ogni modo, la funzione inversa di wew venne descritta per la prima volta da George Pólya e Gabor Szegő nel 1925. La funzione W di Lambert è stata "riscoperta" all'incirca ogni decennio in applicazioni specialistiche ma non se ne notò l'importanza fino alla fine degli anni '90.
Il ramo principale W0 è indicato con Wp nella Digital Library of Mathematical Functions mentre il ramo W−1 è ivi indicato con Wm. La notazione usata in questo articolo (con W0 e W−1) concorda con quella usata da Corless, Gonnet, Hare, Jeffrey e Knuth.

## Analisi

### Derivata
Tramite derivazione implicita, si può mostrare che tutti i rami di W soddisfano l'equazione differenziale
{\displaystyle z(1+W){\frac {{\rm {d}}W}{{\rm {d}}z}}=W,\quad z\neq -1/e.}
(W non è derivabile in z=−1/e). Ciò è conseguenza della seguente formula per la derivata di W:
{\displaystyle {\frac {{\rm {d}}W}{{\rm {d}}z}}={\frac {W(z)}{z(1+W(z))}},\quad z\not \in \{0,-1/e\}.}
Inoltre si ha
{\displaystyle \left.{\frac {{\rm {d}}W}{{\rm {d}}z}}\right|_{z=0}=1.}
Infatti, essendo per definizione {\displaystyle z=We^{W}}, si ha: 
{\displaystyle {\frac {{\rm {d}}z}{{\rm {d}}W}}=We^{W}+e^{W}={\frac {W\cdot We^{W}+We^{W}}{W}}={\frac {Wz+z}{W}}}
da cui:
{\displaystyle {\frac {{\rm {d}}W}{{\rm {d}}z}}={\frac {W}{Wz+z}}={\frac {W}{z(1+W)}}.}
In particolare, nel punto {\displaystyle (z=0,W(z)=0)}, la derivata della funzione {\displaystyle z(W)=We^{W}} vale 1, dunque la derivata della funzione {\displaystyle W(z)}, che ne è il reciproco, è prolungabile per continuità e vale 1.

### Primitiva
La funzione W(x), e molte espressioni che incorporano W(x), possono essere integrate applicando la sostituzione w = W(x), cioè
x = W eW:
{\displaystyle \int W(x)\,{\rm {d}}x=x\left(W(x)-1+{\frac {1}{W(x)}}\right)+C.}
Infatti: 
{\displaystyle \int W(x)\,{\rm {d}}x=}
con la sostituzione {\displaystyle x=We^{W}}
{\displaystyle =\int W\,{\rm {d}}(We^{W})=\int W(e^{W}+We^{W})\,{\rm {d}}W=\int (W+W^{2})e^{W}\,{\rm {d}}W=}
integrando per parti 
{\displaystyle =(W+W^{2})e^{W}-\int e^{W}(1+2W)\,{\rm {d}}W=(W+W^{2})e^{W}-e^{W}-2\int We^{W}\,{\rm {d}}W}
A questo punto, integrando per parti nell'ultimo termine: 
{\displaystyle \int We^{W}\,{\rm {d}}W=We^{W}-\int e^{W}\,{\rm {d}}W=We^{W}-e^{W}+C}
e sostituendo nella precedente espressione, otteniamo: 
{\displaystyle \int W(x)\,{\rm {d}}x=(W+W^{2})e^{W}-e^{W}-2We^{W}+2e^{W}+C=}
{\displaystyle =W^{2}e^{W}-We^{W}+e^{W}+C=W\cdot We^{W}-We^{W}+{\frac {We^{W}}{W}}+C=}
{\displaystyle Wx-x+{\frac {x}{W}}+C=x\left(W(x)-1+{\frac {1}{W(x)}}\right)+C.}

## Serie di Maclaurin
La serie di Maclaurin di {\displaystyle W_{0}} può essere trovata usando il teorema di inversione di Lagrange ed è data da
{\displaystyle W_{0}(x)=\sum _{n=1}^{\infty }{\frac {(-n)^{n-1}}{n!}}\ x^{n}=x-x^{2}+{\frac {3}{2}}x^{3}-{\frac {8}{3}}x^{4}+{\frac {125}{24}}x^{5}-\cdots }
Il raggio di convergenza è 1/e, come si può notare applicando il criterio della radice. La funzione definita da questa serie può essere estesa ad una funzione olomorfa definita per ogni numero complesso. Questa funzione definisce il ramo principale della funzione W di Lambert.

### Interi e potenze complesse
Potenze intere di {\displaystyle W_{0}} ammettono uno sviluppo in serie di Taylor (o di Laurent) centrata in 0
{\displaystyle W_{0}(x)^{2}=\sum _{n=2}^{\infty }{\frac {-2(-n)^{n-3}}{(n-2)!}}\ x^{n}=x^{2}-2x^{3}+4x^{4}-{\frac {25}{3}}x^{5}+18x^{6}-\cdots }
Più generalmente, per {\displaystyle r\in \mathbb {Z} ,}, la formula di inversione di Lagrange permette di ottenere
{\displaystyle W_{0}(x)^{r}=\sum _{n=r}^{\infty }{\frac {-r(-n)^{n-r-1}}{(n-r)!}}\ x^{n},}
che è, generalmente, una serie di Laurent di ordine r. Equivalentemente, quest'ultima può essere scritta come serie di Taylor di {\displaystyle W_{0}(x)/x}
{\displaystyle \left({\frac {W_{0}(x)}{x}}\right)^{r}=e^{-rW_{0}(x)}=\sum _{n=0}^{\infty }{\frac {r(n+r)^{n-1}}{n!}}\ (-x)^{n},}
valida per ogni {\displaystyle r\in \mathbb {C} } e {\displaystyle |x|<e^{-1}}.

## Valori notevoli
Per ogni x algebrico non nullo W(x) è un numero trascendente. Questa proprietà può essere dimostrata per assurdo: se W(x) fosse algebrico e non nullo (si noti che se x è non nullo anche W(x) lo deve essere) allora per il teorema di Lindemann-Weierstrass eW(x) dovrebbe essere trascendente, implicando che anche x=W(x)eW(x) lo sia, contraddicendo l'ipotesi che x sia algebrico.
{\displaystyle W\left(-{\frac {\pi }{2}}\right)={\frac {\pi }{2}}{\rm {i}}}
{\displaystyle W\left(-1\right)\approx -0,31813-1,33723{\rm {i}}}
{\displaystyle W\left(-{\frac {1}{e}}\right)=-1}
{\displaystyle W\left(0\right)=0}
{\displaystyle W\left(1\right)=\Omega \approx 0,56714329\dots }
dove {\displaystyle \Omega } indica la costante Omega
{\displaystyle W\left(e\right)=1}
{\displaystyle W\left({\frac {\sqrt {e}}{2}}\right)={\frac {1}{2}}}
{\displaystyle W\left({\frac {\sqrt[{n}]{e}}{n}}\right)={\frac {1}{n}}}
{\displaystyle W(x\ln x)=\ln x\quad \left({\frac {1}{e}}\leq x\leq e\right)}
{\displaystyle W'\left(0\right)=1}

## Altre proprietà integrali
{\displaystyle \int _{0}^{\pi }W{\bigl (}2\cot ^{2}(x){\bigr )}\sec ^{2}(x)\;\mathrm {d} x=4{\sqrt {\pi }}}
{\displaystyle \int _{0}^{+\infty }W\left({\frac {1}{x^{2}}}\right)\;\mathrm {d} x={\sqrt {2\pi }}}
{\displaystyle \int _{0}^{+\infty }{\frac {W(x)}{x{\sqrt {x}}}}\mathrm {d} x=2{\sqrt {2\pi }}}

## Applicazioni
Molte equazioni che includono esponenziazioni possono essere risolte utilizzando la funzione W. La strategia generale è di spostare tutte le occorrenze dell'incognita ad un membro per ottenere una forma del tipo Y = XeX, punto in cui la funzione W fornisce il valore della variabile in X.
In altre parole:
{\displaystyle Y=Xe^{X}\;\Longleftrightarrow \;X=W(Y).}

### Esempio 1
{\displaystyle 2^{t}=5t}
{\displaystyle \Rightarrow 1={\frac {5t}{2^{t}}}}
{\displaystyle \Rightarrow 1=5t\,e^{-t\ln 2}}
{\displaystyle \Rightarrow {\frac {1}{5}}=t\,e^{-t\ln 2}}
{\displaystyle \Rightarrow {\frac {-\,\ln 2}{5}}=(-\,t\,\ln 2)\,e^{(-t\ln 2)}}
{\displaystyle \Rightarrow W\left({\frac {-\ln 2}{5}}\right)=-t\ln 2}
{\displaystyle \Rightarrow t=-{\frac {1}{\ln 2}}W\left({\frac {-\ln 2}{5}}\right).}
Più generalmente, l'equazione
{\displaystyle p^{ax+b}=cx+d,}
dove
{\displaystyle p>0{\text{ e }}c,a\neq 0,}
può essere trasformata tramite la sostituzione
{\displaystyle -t=ax+{\frac {ad}{c}}}
in
{\displaystyle tp^{t}=R=-{\frac {a}{c}}p^{b-{\frac {ad}{c}}}}
ottenendo
{\displaystyle t={\frac {W(R\ln p)}{\ln p}}}
che fornisce la soluzione finale
{\displaystyle x=-{\frac {d}{c}}-{\frac {1}{a\ln p}}W\left(-{\frac {a}{c}}\,p^{b-{\frac {ad}{c}}}\ln p\right).}
Similmente si deriva che l'equazione
{\displaystyle p^{ax+b}\,(cx+d)=q}
ha per soluzione
{\displaystyle x=-{\frac {d}{c}}+{\frac {1}{a\ln p}}W\left(q\,{\frac {a}{c}}\,p^{{\frac {ad}{c}}-b}\ln p\right).}

### Esempio 2
{\displaystyle \ln(x)=1+ax\ \ } con {\displaystyle \ a\neq 0}
{\displaystyle \Rightarrow x=e^{1+ax}=e\cdot e^{ax}}
{\displaystyle \Rightarrow e=x\cdot e^{-ax}}
{\displaystyle \Rightarrow -ae=-ax\cdot e^{-ax}}
{\displaystyle \Rightarrow W(-ae)=-ax}
{\displaystyle \Rightarrow x=-{\frac {W(-ae)}{a}}.}
Più in generale, per risolvere l'equazione:
{\displaystyle \log _{p}(ax+b)=cx+d,}
dove
{\displaystyle p>0\ {\text{ e }}\neq 1,\ \ a,c\neq 0,}
ci sono due modi. 
Il primo consiste nell'elevare {\displaystyle p} a ciascun membro di tale equazione, riconducendosi quindi all'esempio 1: 
{\displaystyle ax+b=p^{cx+d}.}
Il secondo è il seguente:
{\displaystyle \log _{p}(ax+b)=cx+d}
{\displaystyle \Rightarrow {\frac {\ln(ax+b)}{\ln p}}=cx+d}
{\displaystyle \Rightarrow \ln(ax+b)=cx\cdot \ln p+d\cdot \ln p}
{\displaystyle \Rightarrow ax+b=e^{cx\cdot \ln p+d\cdot \ln p}=p^{d}\cdot e^{cx\cdot \ln p}}
{\displaystyle \Rightarrow p^{d}=(ax+b)\cdot e^{-cx\cdot \ln p}}
{\displaystyle \Rightarrow -{\frac {c\ln p}{a}}\cdot p^{d}=-(cx\cdot \ln p+{\frac {bc\ln p}{a}})\cdot e^{-cx\cdot \ln p}}
{\displaystyle \Rightarrow -{\frac {c\ln p}{a}}\cdot p^{d}\cdot e^{-{\frac {bc\ln p}{a}}}=-\left(cx\cdot \ln p+{\frac {bc\ln p}{a}}\right)\cdot e^{-\left(cx\cdot \ln p+{\frac {bc\ln p}{a}}\right)}}
{\displaystyle \Rightarrow -{\frac {c\ln p}{a}}\cdot p^{d-{\frac {bc}{a}}}=-\left(cx\cdot \ln p+{\frac {bc\ln p}{a}}\right)\cdot e^{-\left(cx\cdot \ln p+{\frac {bc\ln p}{a}}\right)}}
{\displaystyle \Rightarrow W\left(-{\frac {c\ln p}{a}}\cdot p^{d-{\frac {bc}{a}}}\right)=-\left(cx\cdot \ln p+{\frac {bc\ln p}{a}}\right)}
{\displaystyle \Rightarrow {\frac {bc\ln p}{a}}+W\left(-{\frac {c\ln p}{a}}\cdot p^{d-{\frac {bc}{a}}}\right)=-cx\cdot \ln p}
{\displaystyle \Rightarrow x=-{\frac {b}{a}}-{\frac {1}{c\ln p}}W\left(-{\frac {c}{a}}p^{d-{\frac {bc}{a}}}\ln p\right).}

### Esempio 3
{\displaystyle a^{x}=bx^{c}\ \ \ } con {\displaystyle a>0\ {\text{ e }}\neq 1,\ \ b,c\neq 0}
{\displaystyle \Rightarrow a^{x/c}=b^{1/c}\ x}
{\displaystyle \Rightarrow 1={\frac {b^{1/c}\ x}{a^{x/c}}}}
{\displaystyle \Rightarrow 1=b^{1/c}\ x\ e^{-(x/c)\ln(a)}}
{\displaystyle \Rightarrow {\frac {1}{b^{1/c}}}=x\ e^{-(x/c)\ln(a)}}
{\displaystyle \Rightarrow -{\frac {\ln(a)}{c\ b^{1/c}}}=-(x/c)\ln(a)\ e^{-(x/c)\ln(a)}}
{\displaystyle \Rightarrow W\left(-{\frac {\ln(a)}{c\ b^{1/c}}}\right)=-(x/c)\ln(a)}
{\displaystyle \Rightarrow x=-{\frac {c}{\ln(a)}}W\left(-{\frac {\ln(a)}{c\ b^{1/c}}}\right).}

### Esempio 4
L'equazione
{\displaystyle x^{x}=z,}
può essere risolta con due tecniche differenti:
{\displaystyle \Rightarrow \ln x^{x}=\ln z}
{\displaystyle \Rightarrow x\ln x=\ln z}
{\displaystyle \Rightarrow \ln x\cdot x=\ln z}
{\displaystyle \Rightarrow \ln x\cdot e^{\ln x}=\ln z}
{\displaystyle \Rightarrow W(\ln x\cdot e^{\ln x})=W(\ln z)}
{\displaystyle \Rightarrow \ln x=W(\ln z)}
{\displaystyle \Rightarrow e^{\ln x}=e^{W(\ln z)}}
{\displaystyle \Rightarrow x=e^{W(\ln z)}}
o, equivalentemente,
{\displaystyle \Rightarrow x=z^{\frac {1}{x}}}
{\displaystyle \Rightarrow 1={\frac {1}{x}}z^{\frac {1}{x}}}
{\displaystyle \Rightarrow 1={\frac {1}{x}}e^{\ln {z^{\frac {1}{x}}}}}
{\displaystyle \Rightarrow 1={\frac {1}{x}}e^{\frac {\ln z}{x}}}
{\displaystyle \Rightarrow \ln z={\frac {\ln z}{x}}e^{\frac {\ln z}{x}}}
{\displaystyle \Rightarrow W(\ln z)=W({\frac {\ln z}{x}}e^{\frac {\ln z}{x}})}
{\displaystyle \Rightarrow W(\ln z)={\frac {\ln z}{x}}}
{\displaystyle \Rightarrow x={\frac {\ln z}{W(\ln z)}}.}
Si noti che le due forme sono equivalenti in quanto per la definizione stessa di W
{\displaystyle e^{W(x)}={\frac {x}{W(x)}}.}

### Esempio 5
La tetrazione infinita
{\displaystyle x^{x^{x^{\cdot ^{\cdot ^{\cdot }}}}},}
come dimostrato da Eulero nel 1783, converge per e−e ≤ x ≤ e1/e ; come dimostrato poi da Eisenstein nel 1844, la funzione W ne fornisce il valore limite:
{\displaystyle \ell ={\frac {W(-\ln x)}{-\ln x}}=e^{-W(-\ln x)}.}
Infatti, una volta stabilito l'intervallo di convergenza della tetrazione infinita, si può osservare che: 
{\displaystyle x^{x^{x^{\cdot ^{\cdot ^{\cdot }}}}}=x^{{\big (}x^{x^{x^{\cdot ^{\cdot ^{\cdot }}}}}{\big )}}=e^{{\big (}x^{x^{x^{\cdot ^{\cdot ^{\cdot }}}}}{\big )}\ln x}}
{\displaystyle \Rightarrow 1={\frac {x^{x^{x^{\cdot ^{\cdot ^{\cdot }}}}}}{e^{{\big (}x^{x^{x^{\cdot ^{\cdot ^{\cdot }}}}}{\big )}\ln x}}}}
{\displaystyle \Rightarrow 1={\big (}x^{x^{x^{\cdot ^{\cdot ^{\cdot }}}}}{\big )}e^{-{\big (}x^{x^{x^{\cdot ^{\cdot ^{\cdot }}}}}{\big )}\ln x}}
{\displaystyle \Rightarrow -\ln x=-{\big (}x^{x^{x^{\cdot ^{\cdot ^{\cdot }}}}}{\big )}\ln x\ \ e^{-{\big (}x^{x^{x^{\cdot ^{\cdot ^{\cdot }}}}}{\big )}\ln x}}
{\displaystyle \Rightarrow -{\big (}x^{x^{x^{\cdot ^{\cdot ^{\cdot }}}}}{\big )}\ln x=W(-\ln x)}
{\displaystyle \Rightarrow x^{x^{x^{\cdot ^{\cdot ^{\cdot }}}}}={\frac {W(-\ln x)}{-\ln x}}.}
D'altra parte, questa espressione è equivalente a
{\displaystyle e^{-W(-\ln x)}.}
Infatti, per definizione stessa di W: 
{\displaystyle W(z)e^{W(z)}=z}
{\displaystyle \Rightarrow {\frac {W(z)}{z}}={\frac {1}{e^{W(z)}}}=e^{-W(z)}}
da cui, posto {\displaystyle z=-\ln x}, si ha: 
{\displaystyle {\frac {W(-\ln x)}{-\ln x}}=e^{-W(-\ln x)}.}

## Generalizzazioni
La funzione W di Lambert fornisce soluzioni reali per le equazioni algebrico-trascendenti (in x) della forma:
{\displaystyle e^{-cx}=a_{o}(x-r)~~\quad \qquad \qquad \qquad \qquad (1)}
dove a0, c e r sono costanti reali. La soluzione è {\displaystyle x=r+W(ce^{-cr}/a_{o})/c}. Le generalizzazioni della funzione W di Lambert includono:
- Un'applicazione alla relatività generale e alla meccanica quantistica (gravità quantistica) in bassa dimensione; si tratta di un collegamento precedentemente sconosciuto (prima dell'articolo del 2007 di Farrugia, Mann e Scott[6]) tra queste due aree:

{\displaystyle e^{-cx}=a_{o}(x-r_{1})(x-r_{2})~~\qquad \qquad (2)}
dove il membro destro di (1) è un polinomio quadratico in x, e r1 e r2 sono costanti reali distinte, le radici del polinomio quadratico. In questo caso, la soluzione è una funzione di un solo argomento x, e i termini ri e ao sono parametri di tale funzione. Da questo punto di vista, la generalizzazione ricorda la funzione ipergeometriche e la funzione G di Meijer ma appartiene ad una diversa classe di funzioni.  Quando r1 = r2, entrambi i membri di (2) possono essere fattorizzati e ridotti al caso (1); la soluzione, quindi, è quella della funzione W standard.  L'equazione (2) descrive il campo di dilatone, dal quale deriva la metrica del problema di gravità a due corpi R=T o lineale in 1+1 dimensioni (una dimensione spaziale e una dimensione temporale) per il caso di masse a riposo diverse, come anche le energie nel modello quantistico unidimensionale di una doppia buca di potenziale, con potenziali a delta di Dirac, per cariche diverse.
- Soluzioni analitiche delle energie di un caso particolare del problema quantistico dei tre corpi, più precisamente la molecola di idrogeno ionizzata una volta[7].  In questo caso il membro destro di (1) (o (2)) è un quoziente di polinomi in x di grado infinito:

{\displaystyle e^{-cx}=a_{o}{\frac {\prod _{i=1}^{\infty }(x-r_{i})}{\prod _{i=1}^{\infty }(x-s_{i})}}\qquad \qquad \qquad (3)}
dove ri e si sono costanti reali distinti e x è una funzione dell'energia e della distanza internucleare R. L'equazione (3), con i casi particolari (1) e (2), ha un ruolo in un'ampia classe di equazioni differenziali con ritardo.  Grazie alla nozione di un "falso derivato" di Hardy, radici multiple esatte sono state trovate per casi speciali di equazioni (3).
Le applicazioni della funzione W di Lambert ai problemi di fisica fondamentale non sono esaurite neppure per il caso standard (1), come si è visto recentemente in fisica atomica, molecolare e ottica.

## Valori numerici
La funzione W può essere approssimata utilizzando il metodo delle tangenti, con approssimazione successiva di {\displaystyle w=W(z)} (in modo che {\displaystyle z=we^{w}}) tramite
{\displaystyle w_{j+1}=w_{j}-{\frac {w_{j}e^{w_{j}}-z}{e^{w_{j}}+w_{j}e^{w_{j}}}}.}
La funzione W può anche essere approssimata utilizzando il metodo di Halley,
{\displaystyle w_{j+1}=w_{j}-{\frac {w_{j}e^{w_{j}}-z}{e^{w_{j}}(w_{j}+1)-{\frac {(w_{j}+2)(w_{j}e^{w_{j}}-z)}{2w_{j}+2}}}}.}

## Grafici

Grafici della funzione W di Lambert nel piano complesso
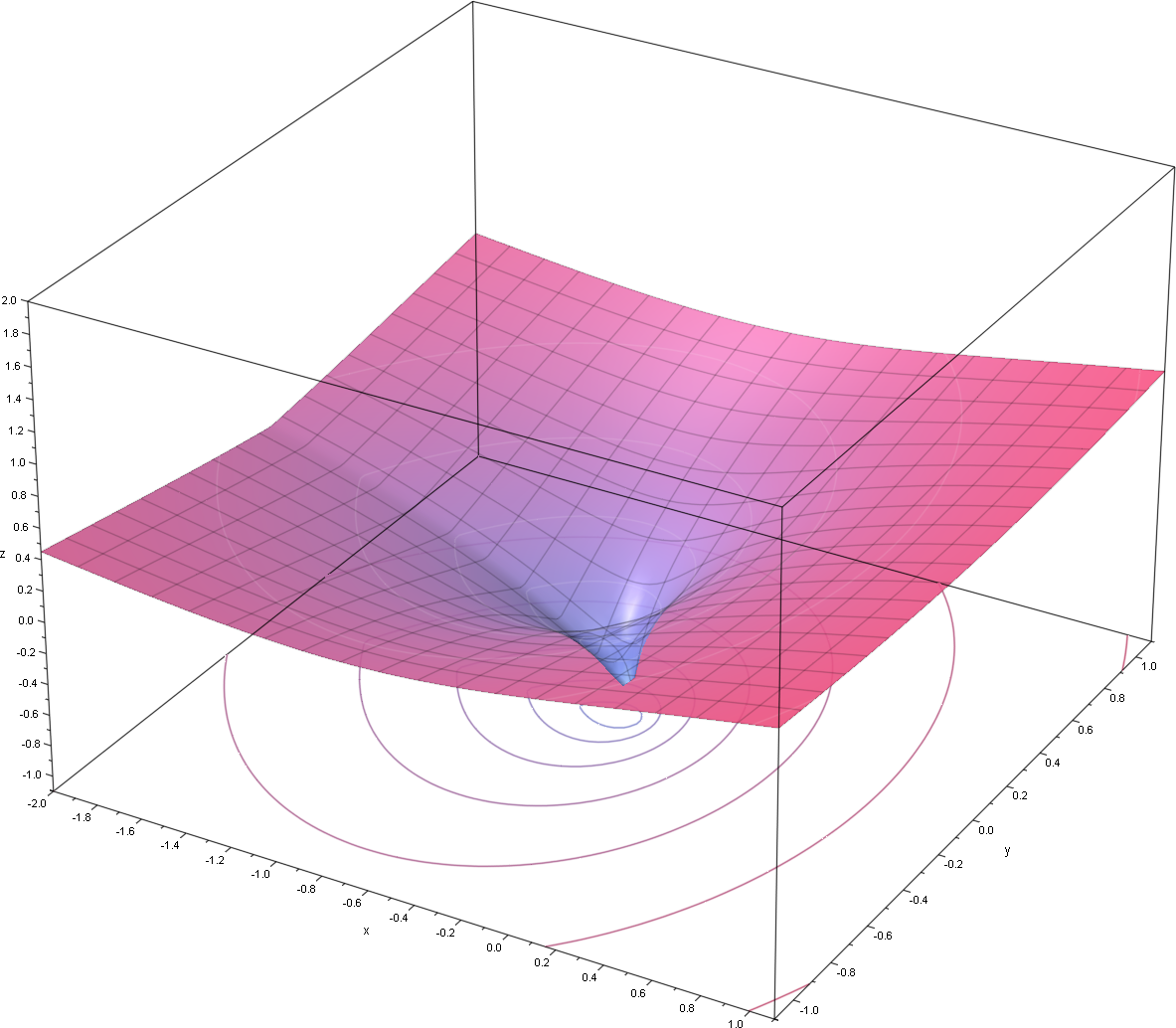
z = Re(W0(x + i y))
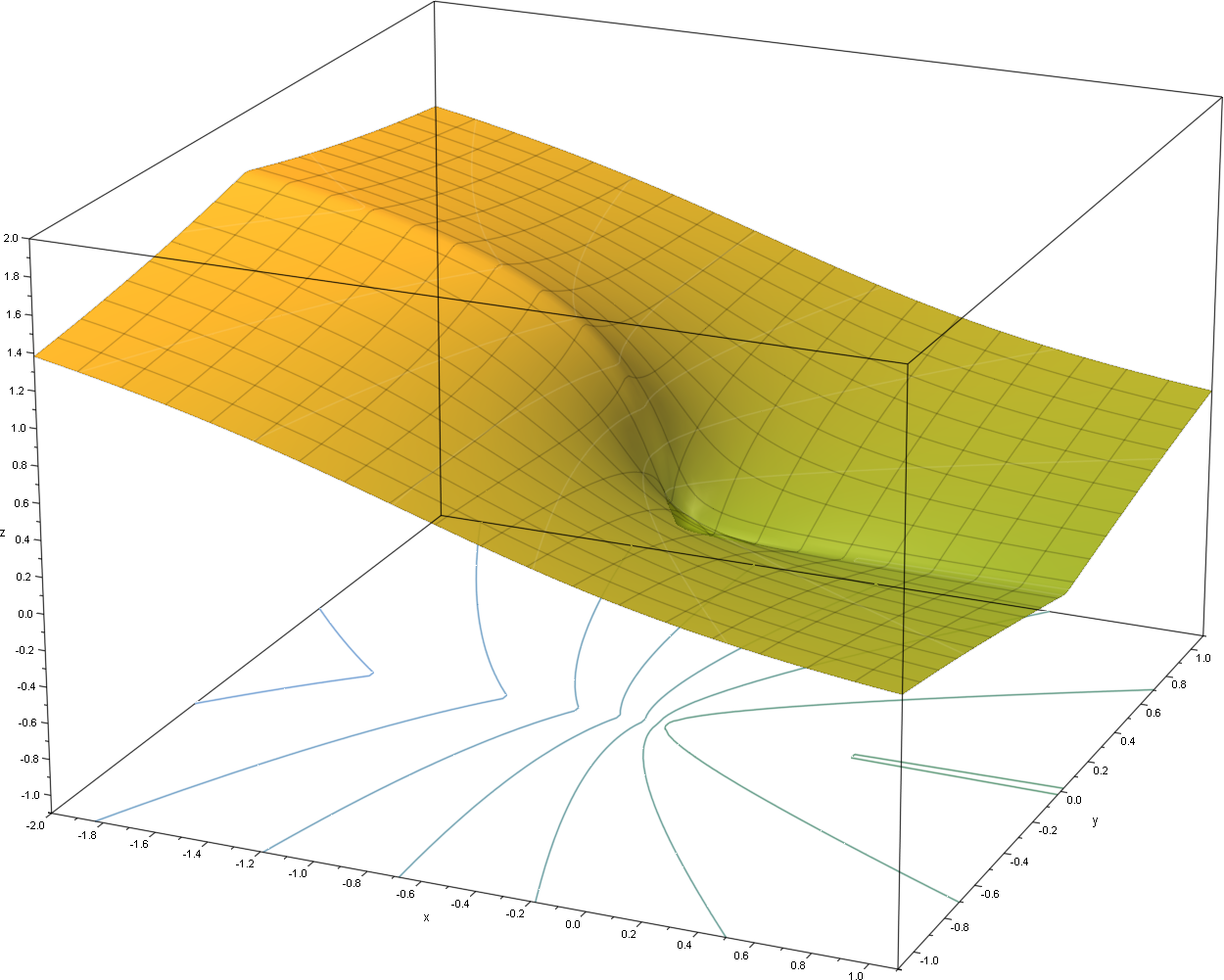
z = Im(W0(x + i y))
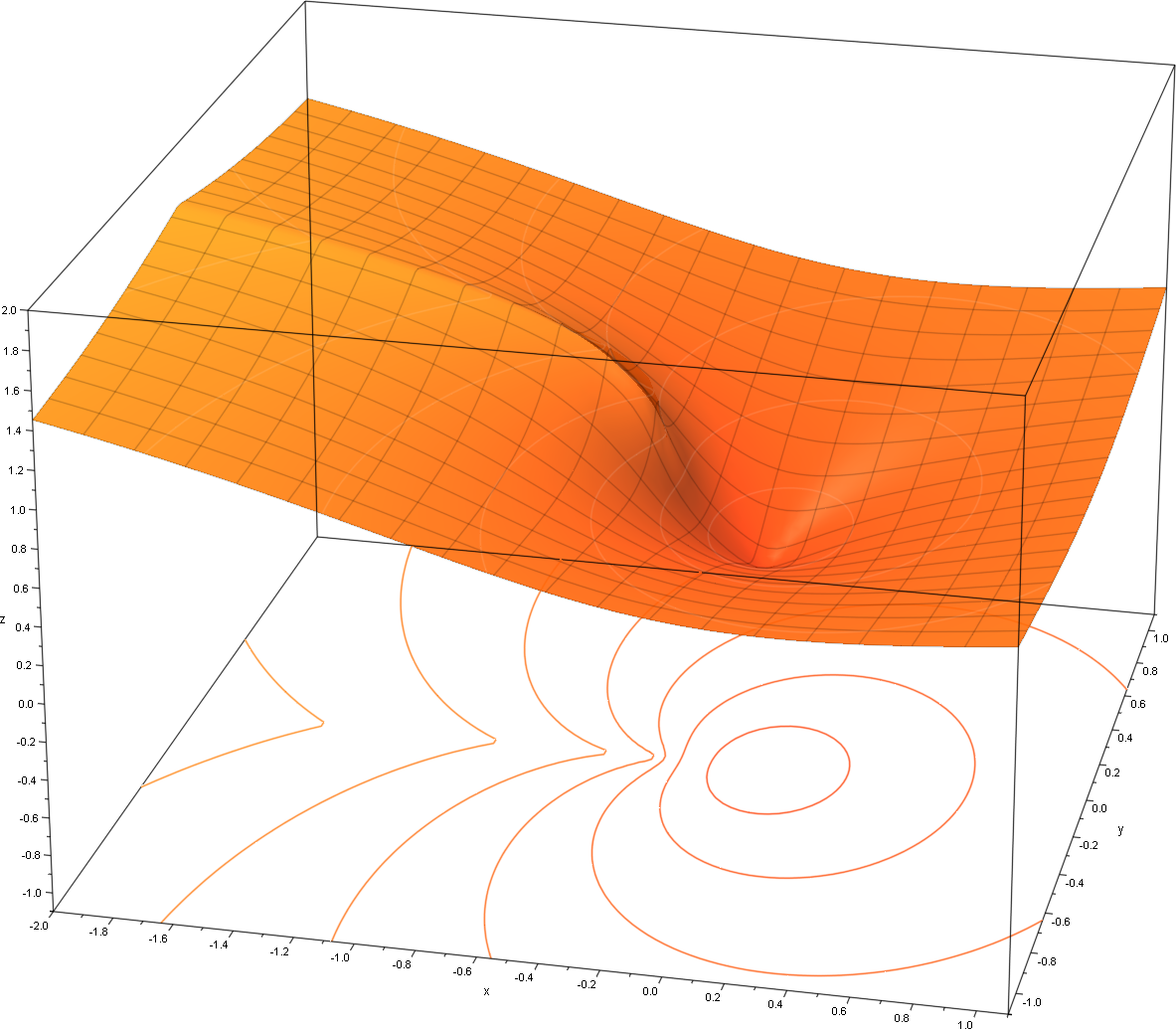
W0(x + i y)
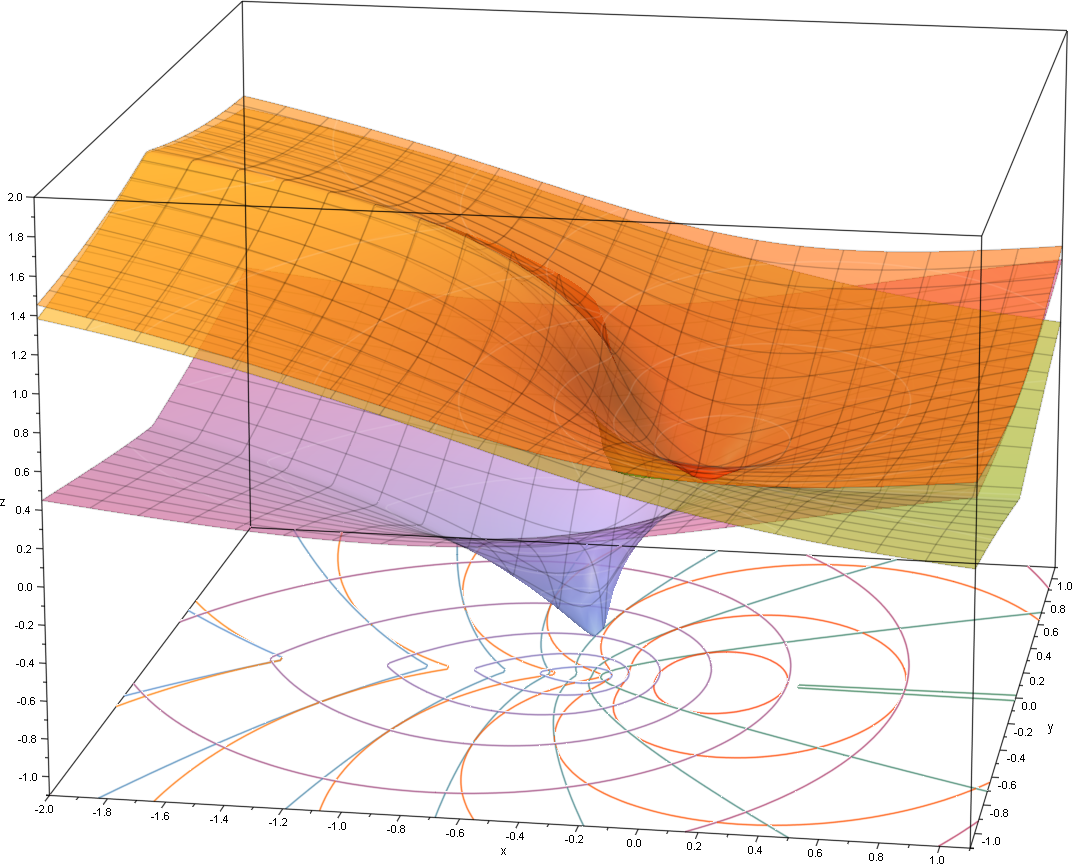